# Vivoin
Vivoin és un municipi francès situat al departament del Sarthe i a la regió de País del Loira. L'any 2007 tenia 906 habitants.

## Demografia

### Població
El 2007 la població de fet de Vivoin era de 906 persones. Hi havia 348 famílies de les quals 80 eren unipersonals (24 homes vivint sols i 56 dones vivint soles), 112 parelles sense fills, 128 parelles amb fills i 28 famílies monoparentals amb fills.
La població ha evolucionat segons el següent gràfic:
Habitants censats

### Habitatges
El 2007 hi havia 421 habitatges, 350 eren l'habitatge principal de la família, 45 eren segones residències i 25 estaven desocupats. 413 eren cases i 7 eren apartaments. Dels 350 habitatges principals, 239 estaven ocupats pels seus propietaris, 105 estaven llogats i ocupats pels llogaters i 7 estaven cedits a títol gratuït; 1 tenia una cambra, 24 en tenien dues, 64 en tenien tres, 99 en tenien quatre i 163 en tenien cinc o més. 286 habitatges disposaven pel capbaix d'una plaça de pàrquing. A 155 habitatges hi havia un automòbil i a 162 n'hi havia dos o més.

### Piràmide de població
La piràmide de població per edats i sexe el 2009 era:
| Homes | Edats   | Dones |
| ----- | ------- | ----- |
| 0     | 95 o +  | 0     |
| 0     | 90 a 94 | 4     |
| 0     | 85 a 89 | 16    |
| 4     | 80 a 84 | 4     |
| 16    | 75 a 79 | 16    |
| 20    | 70 a 74 | 40    |
| 20    | 65 a 69 | 20    |
| 16    | 60 a 64 | 16    |
| 12    | 55 a 59 | 12    |
| 12    | 50 a 54 | 20    |
| 16    | 45 a 49 | 16    |
| 32    | 40 a 44 | 28    |
| 52    | 35 a 39 | 40    |
| 28    | 30 a 34 | 24    |
| 28    | 25 a 29 | 24    |
| 12    | 20 a 24 | 24    |
| 20    | 15 a 19 | 36    |
| 32    | 10 a 14 | 32    |
| 24    | 5 a 9   | 32    |
| 20    | 0 a 4   | 32    |

## Economia
El 2007 la població en edat de treballar era de 568 persones, 404 eren actives i 164 eren inactives. De les 404 persones actives 378 estaven ocupades (199 homes i 179 dones) i 26 estaven aturades (9 homes i 17 dones). De les 164 persones inactives 65 estaven jubilades, 57 estaven estudiant i 42 estaven classificades com a «altres inactius».

### Ingressos
El 2009 a Vivoin hi havia 355 unitats fiscals que integraven 900,5 persones, la mediana anual d'ingressos fiscals per persona era de 16.490 €.

### Activitats econòmiques
Dels 22 establiments que hi havia el 2007, 1 era d'una empresa alimentària, 1 d'una empresa de fabricació d'altres productes industrials, 4 d'empreses de construcció, 5 d'empreses de comerç i reparació d'automòbils, 2 d'empreses de transport, 3 d'empreses d'hostatgeria i restauració, 1 d'una empresa financera, 1 d'una empresa de serveis, 2 d'entitats de l'administració pública i 2 d'empreses classificades com a «altres activitats de serveis».
Dels 3 establiments de servei als particulars que hi havia el 2009, 1 era una fusteria, 1 perruqueria i 1 restaurant.
Dels 3 establiments comercials que hi havia el 2009, 1 era una botiga de menys de 120 m², 1 una fleca i 1 una carnisseria.
L'any 2000 a Vivoin hi havia 30 explotacions agrícoles que ocupaven un total de 1.649 hectàrees.

## Equipaments sanitaris i escolars
El 2009 hi havia 2 escoles elementals.

## Poblacions més properes
El següent diagrama mostra les poblacions més properes.